# Sorkifalud
Sorkifalud je vas na Madžarskem, ki upravno spada pod Sombotelsko okrožje Železne županije.